# Mimotrysimia
Mimotrysimia is een kevergeslacht uit de familie van de boktorren (Cerambycidae). De wetenschappelijke naam van het geslacht werd voor het eerst geldig gepubliceerd in 1948 door Breuning.

## Soorten
Mimotrysimia is monotypisch en omvat slechts de volgende soort:
- Mimotrysimia albomaculata Breuning, 1948